# Leon Cort
Leon Terence Anthony Cort (Southwark, 11 settembre 1979) è un ex calciatore inglese naturalizzato guyanese, di ruolo difensore.
È fratello di Carl Cort e fratellastro di Ruben Loftus-Cheek.

## Carriera
Nato nel sud di Londra cresce nelle giovanili del Dulwich Hamlet. Nel 1998 cominciò la sua carriera nel Millwall, con cui però non giocò mai nessuna partita, visto che fu, successivamente, prestato al Forest Green Rovers e allo Stevenage Borough. Nel 2001 si trasferì a parametro zero al Southend United. Giocò nella sua nuova squadra 130 partite consecutive, senza mancare, né per infortunio, né per squalifica. Nel 2004 un dirigente dell'Hull City dichiarò di essere interessato ad acquistare Cort, trasferimento che infatti si verificò ancora a parametro zero. Curiosa fu la partita in cui si affrontaveno la squadra di Leon e quella del fratello Carl, il Wolverhampton Wanderers, in cui entrambi i fratelli andarano a segno. Nel 2006 tornò a Londra, con la maglia del Crystal Palace. La stagione seguente si accasò allo Stoke in prestito. L'anno successivo i Potters lo riscatteranno.

## Statistiche

### Cronologia presenze e reti in nazionale
| Cronologia completa delle presenze e delle reti in nazionale ― Guyana | Cronologia completa delle presenze e delle reti in nazionale ― Guyana | Cronologia completa delle presenze e delle reti in nazionale ― Guyana | Cronologia completa delle presenze e delle reti in nazionale ― Guyana | Cronologia completa delle presenze e delle reti in nazionale ― Guyana | Cronologia completa delle presenze e delle reti in nazionale ― Guyana | Cronologia completa delle presenze e delle reti in nazionale ― Guyana | Cronologia completa delle presenze e delle reti in nazionale ― Guyana |
| Data                                                                  | Città                                                                 | In casa                                                               | Risultato                                                             | Ospiti                                                                | Competizione                                                          | Reti                                                                  | Note                                                                  |
| --------------------------------------------------------------------- | --------------------------------------------------------------------- | --------------------------------------------------------------------- | --------------------------------------------------------------------- | --------------------------------------------------------------------- | --------------------------------------------------------------------- | --------------------------------------------------------------------- | --------------------------------------------------------------------- |
| 7-10-2011                                                             | Bridgetown                                                            | Barbados                                                              | 0 – 2                                                                 | Guyana                                                                | Qual. Mondiali 2014                                                   | -                                                                     |                                                                       |
| 12-10-2011                                                            | Hamilton                                                              | Bermuda                                                               | 1 – 1                                                                 | Guyana                                                                | Qual. Mondiali 2014                                                   | -                                                                     |                                                                       |
| 12-11-2011                                                            | Georgetown                                                            | Guyana                                                                | 2 – 1                                                                 | Trinidad e Tobago                                                     | Qual. Mondiali 2014                                                   | 1                                                                     |                                                                       |
| 15-11-2011                                                            | Port of Spain                                                         | Trinidad e Tobago                                                     | 2 – 0                                                                 | Guyana                                                                | Qual. Mondiali 2014                                                   | -                                                                     |                                                                       |
| 9-6-2012                                                              | Città del Messico                                                     | Messico                                                               | 3 – 1                                                                 | Guyana                                                                | Qual. Mondiali 2014                                                   | -                                                                     |                                                                       |
| 13-6-2012                                                             | Georgetown                                                            | Guyana                                                                | 0 – 4                                                                 | Costa Rica                                                            | Qual. Mondiali 2014                                                   | -                                                                     |                                                                       |
| Totale                                                                |                                                                       | Presenze                                                              | 6                                                                     |                                                                       | Reti                                                                  | 1                                                                     |                                                                       |